# Adolf Schuhknecht
Adolf Gustav Schuhknecht (ur. 7 stycznia 1889 w Reichenbach im Vogtland, zm. 18 lutego 1963 w Rotenburgu) – niemiecki malarz.
Po ukończeniu szkoły technicznej w rodzinnym mieście zdobył zawód elektromontera, a następnie wyjechał do Lipska. Jego pasja malowania sprawiła, że będąc samoukiem zaczął uczęszczać na kursy i studium malarskie, a następnie poświęcił się malarstwu. Odbywał podróże artystyczne do Grecji, Włoch, Skandynawii, Egiptu i Ameryki Południowej. Częstym motywem jego obrazów są pejzaże i tematyka marynistyczna, podczas podróży malował widoki Zatoki Neapolitańskiej widzianej z Capri, wybrzeża Grecji, a także fiordy Norwegii. Chętnie malował okręty wojenne i żaglowce. Należał do grupy artystycznej „Club Leipzig”, krytycy pozytywnie oceniali jego prace zauważając, że stosowana przez artystę kolorystyka oddaje atmosferę przedstawianej sceny. W 1944 wyprowadził się z Lipska i zamieszkał w Rotenburgu, gdzie zmarł w 1963.